# Fimbristylis eragrostis
Fimbristylis eragrostis là loài thực vật có hoa trong họ Cói. Loài này được (Nees) Hance mô tả khoa học đầu tiên năm 1873.